# Tenontosaurus

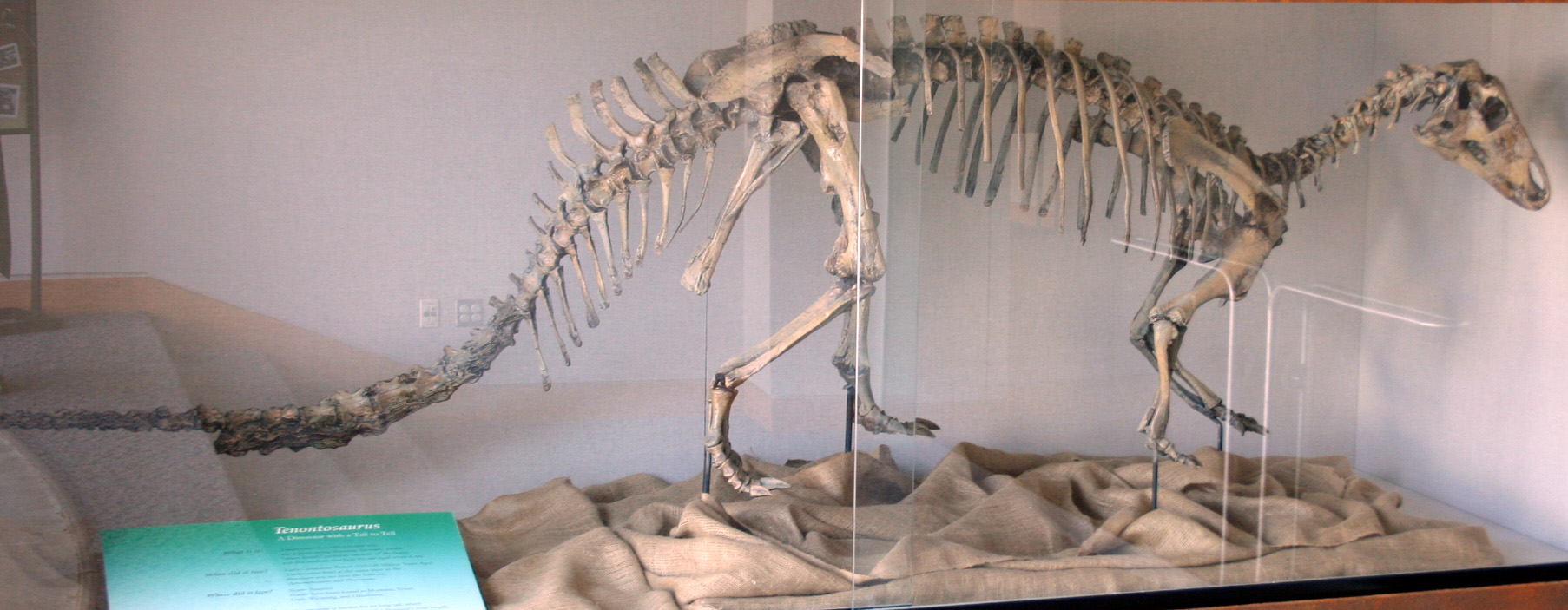
Skelett im North Carolina Museum of Natural Sciences

Tenontosaurus („Echse mit Sehnen“) war ein Dinosaurier aus der Gruppe der Iguanodontia, der in der Unterkreide (Aptium bis mittleres Albium) in Nordamerika verbreitet war. 
Es wurden zwei Arten beschrieben, die Typusart Tenontosaurus tilletti von der etwa 27 Skelette in der Cloverly-Formation in Montana und Wyoming und in der Paluxy-Formation in Texas gefunden wurden und Tenontosaurus dossi von dem Schädel und Skelette verschiedener Individuen aus der Twin Mountain–Formation in Texas stammen. An mehreren Stellen wurden ein Exemplar von Tenontosaurus gemeinsam mit mehreren Exemplaren des Raubsauriers Deinonychus geborgen. 

## Merkmale
Tenontosaurus war ein mittelgroßer Iguanodontide und erreichte eine Länge von etwa sieben Metern, wobei sein langer Schwanz fast zwei Drittel der Gesamtlänge ausmachte. Das Praedentale, ein nur bei Vogelbeckensauriern (Ornithischia) vorhandener zusätzlicher Knochen im Unterkiefer vor dem Dentale, ist von der Seite gesehen keilförmig, von oben gesehen hufeisenförmig. Auf dem Praedentale befanden sich zahnartige Auswüchse. Es ähnelte dem Praedentale mehr basaler Euornithopoda. Das Dentale hatte zwölf Zähne.
Tenontosaurus hatte 12 Hals-, 16 Rumpf-, 5 Kreuzbein- und 60 bis 65 Schwanzwirbel. Die Halswirbel waren leicht opisthocoel (auf der Hinterseite konkav), die Dornfortsätze waren kurz. Bei ausgewachsenen Exemplaren waren die Wirbelcentra des Kreuzbeins und deren Rippen zusammengewachsen, bei jüngeren noch getrennt. Die zum Körper hin gelegen (proximalen) Schwanzwirbel hatten kurze und breite Wirbelkörper und schmale Dornfortsätze geringer Höhe die nach vorne gebogen waren. Die weiter hinten gelegenen Wirbel wurden länger.
Seine Vorderbeine hielt Tenontosaurus vornehmlich gebeugt. Die Mittelhandknochen waren am oberen Ende flach gedrückt und in gespreizter Form angeordnet. Der Vorderfuß hat die Phalangenformel 2.3.3.1(?2).1(?2), der Hinterfuß 2.3.5.5.0. Tenontosaurus hatte also vorne fünf und hinten vier Zehen. Der fünfte Mittelfußknochen war zu einem kurzen Einzelknochen reduziert. Die Zehenendglieder waren schmal und spitz.

## Systematik
Tenontosaurus wurde ursprünglich den Hypsilophodontidae zugeordnet, einem Taxon, das heute als paraphyletisch angesehen wird. Gegenwärtig gilt Tenontosaurus als der am meisten basal stehende Iguanodontide. Von den beiden Arten ist Tenontosaurus dossi die ursprünglichere, da sie aus dem Aptium stammt (Tenontosaurus tilletti aus dem späten Aptium bis mittleren Albium) und noch einen Zahn auf der Prämaxillare hatte.